# Pschitt

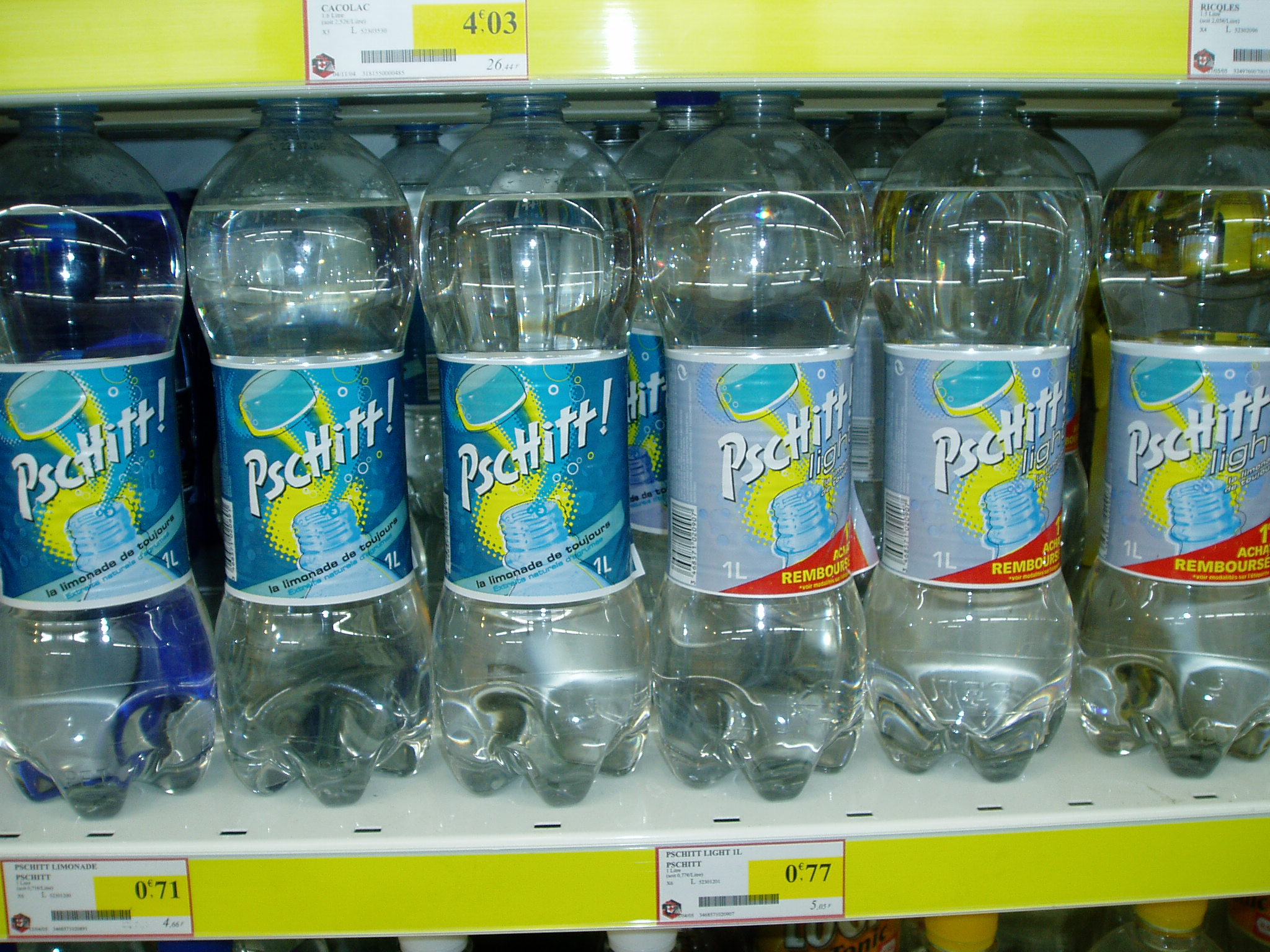
Des bouteilles de Pschitt.

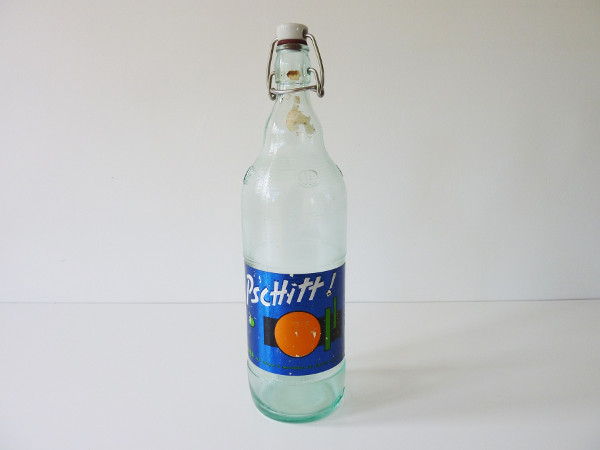
Bouteille de Pschitt orange 1960/1970 avec bouchon en porcelaine et joint en caoutchouc.

Pschitt est une boisson gazeuse aromatisée à l'orange ou au citron créée en 1954 par le groupe Perrier Vittel SA. En novembre 1998, l’activité Pschitt est reprise par la société Neptune du groupe Castel.
Le nom du soda provient du slogan créé par Jean Davray en 1946 : « Perrier, l'eau qui fait pschitt. » Le Pschitt est lancé en 1955 accompagné d'un slogan du même auteur : « Pour vous, cher ange, Pschitt orange, pour moi, garçon, Pschitt citron. »
De grands noms de l'art ont été sollicités pour d'autres campagnes publicitaires : Jean-Gabriel Domergue, à qui l'on devait déjà la Perrier Girl de 1936 ; de même, Salvador Dalí réalise, en 1969, un dessin publicitaire qui sera repris pour éditer un recueil de plaquettes, qui comprend notamment un texte de Charles Trenet au sujet de Pschitt, commençant par : « Du temps où j'étais journaliste (en rêve), je fus un jour envoyé spécial auprès de la Soif. »
Après la mise en orbite de Spoutnik 1 par l'URSS, en octobre 1957, les États-Unis, décidés à effacer l'« affront soviétique », ont accéléré leur programme Vanguard, mais deux tentatives de lancement d'un satellite, en novembre et décembre 1957, se sont soldées par un échec. C'est à cette occasion qu'un journaliste français sarcastique a évoqué « la fusée qui fait pschitt », en référence au célèbre soda dont la commercialisation commençait avec la réclame « la bouteille qui fait pschitt ».
L'émission de chansonniers La Boîte à sel avait également détourné ce slogan à propos d'une affaire de fragilité de pneus, une marque devenant « le pneu qui fait pschitt » et une autre « le pneu qui déjante et qui danse » (allusion au slogan d'une autre eau gazeuse, Vittelloise : « l'eau qui chante et qui danse »)[réf. souhaitée].
En 1985, Chantal Goya tourne un spot publicitaire sur une chanson de Jean-Jacques Debout pour la marque.
Après avoir tenté de relancer la marque sur le marché des adultes nostalgiques de la boisson de leur enfance, ce seront les enfants qui feront remonter les ventes grâce à l'attrait des Pokémon dont la société Neptune a racheté la licence en 1999 : l'achat de bouteilles de Pschitt permet de gagner des cartes. 
En 2005, 50 ans après sa création, la marque disparaît temporairement avant de revenir sur le marché. 
La marque existe toujours et il est même possible de commander en ligne. Elle est la propriété du Groupe Castel.